# ГЭС Альтенвёрт
Гидроэлектростанция Альтенвёрт (нем. Kraftwerk Altenwörth) — русловая ГЭС на Дунае в Нижней Австрии. Была построена в 1973—1976 годах. Самая мощная ГЭС в Австрии.

## Расположение
Находится в общине Кирхберг-ам-Ваграм, недалеко от поселка Альтенвёрт, примерно в 20 км ниже Кремса-ан-дер-Донау. ГЭС была построена к югу от бывшего русла Дуная. После завершения строительства, река была перенаправлена в новое русло.
Поскольку создание плотины сильно подняло уровень воды в Дунае выше по течению, маршрут некоторых впадающих в него рек были изменен. Это коснулось Трайзена, Кремса и Кампа, которые теперь впадают в Дунай ниже плотины ГЭС.

## Конструкция станции
Сооружение имеет шесть водосливов и два шлюза размером 230×24 м каждый. Подпор плотины распространяется примерно на 30 км вверх по течению Дуная. Целевой уровень воды равен 193,5 м.
Девять гидроагрегатов в машинном зале, построенном на правом, южном берегу Дуная, вырабатывают электроэнергию. Каждый из них состоит из поворотно-лопастной турбины с горизонтальным валом и напрямую подключенного генератора. Турбины 1—3 имеют номинальную мощность 38 700 кВт каждая, турбины 4–6 вырабатывают по 39 000 кВт, номинальная мощность турбин 7–9 составляет 38 800 кВт. Размах лопастей равен 6 м, номинальная частота вращения 103,4 об/мин, номинальный расход воды 300 м³/с — эти показатели идентичны для всех девяти турбин. Средний напор составляет 15 м.
При номинальном напряжении 7750 В, мощность каждого генератора равна 45 млн В·А. В целом, полная мощность гидроэлектростанции составляет 328 мВт. При расчетном расходе воды в 2700 м³/с, станция вырабатывает 1967,6 млн кВт·ч электроэнергии. Это составляет примерно шестую часть энергии, получаемой от Дуная на территории Австрии.
Помимо основной функции, плотина доступна в качестве моста для пешеходов и велосипедистов (но не для автомобильного движения).

## Старое русло
В старом спокойном русле Дуная и на его берегах обустроена зона отдыха, приближенная к естественным природным условиям. В бывшем месте впадения Трайзена построен лодочный порт. Камп теперь впадает в старое русло Дуная, недалеко от поселка Альтенвёрт. Ранее он впадал гораздо западнее, возле города Кремс-ан-дер-Донау.